# Tynedale
Tynedale este un district ne-metropolitan situat în Regatul Unit, în comitatul Northumberland din regiunea North East, Anglia.

## Orașe din district
- Corbridge
- Haltwhistle
- Hexham
- Prudhoe

## Vedeți și
- Listă de orașe din Anglia